# Предел Хейфлика

Предел Хейфлика. Среднестатистическая клетка делится около 50—70 раз прежде, чем умирает. По мере деления клетки теломеры на конце хромосомы становятся меньше

Предел или лимит Хейфлика (англ. Hayflick limit) — граница количества делений соматических клеток, названа в честь своего открывателя Леонарда Хейфлика. В 1961 году Хейфлик наблюдал, как клетки человека, делящиеся в клеточной культуре, умирают приблизительно после 50 делений и проявляют признаки старения при приближении к этой границе.
Данная граница была найдена в культурах соматических клеток как человека, так и других многоклеточных организмов. Максимальное число делений клетки различно в зависимости от её типа и ещё сильнее различается в зависимости от организма, которому эта клетка принадлежит. Для большинства человеческих клеток предел Хейфлика составляет 52 деления.
Граница Хейфлика связана с сокращением размера теломер, участков ДНК на концах хромосом. Как известно, молекула ДНК способна к репликации перед каждым делением клетки. При этом имеющиеся у неё на концах теломеры после каждого деления клетки укорачиваются. Теломеры человека в лимфоцитах периферической крови укорачиваются со скоростью  примерно 70 пар нуклеотидов в год, в то время как теломеры мышей укорачиваются со скоростью 7000 пар нуклеотидов в год. При этом люди имеют относительно короткие теломеры длиной от 5 до 15 тысяч пар нуклеотидов, а у мышей длина теломер может составлять около 50 тысяч пар нуклеотидов.
В клетке существует фермент теломераза, активность которого может обеспечивать удлинение теломер, при этом удлиняется и жизнь клетки. Клетки, в которых функционирует теломераза (половые, раковые), бессмертны. В обычных (соматических) клетках, из которых в основном и состоит организм, теломераза «не работает», поэтому теломеры при каждом делении клетки укорачиваются, что в конечном счёте приводит к её гибели в пределах лимита Хейфлика, потому что другой фермент — ДНК-полимераза — не способен реплицировать концы молекулы ДНК.
В настоящее время предложена эпигенетическая теория старения, которая объясняет эрозию теломер прежде всего активностью клеточных рекомбиназ, активизирующихся в ответ на повреждения ДНК, вызванные, главным образом, возрастной депрессией мобильных элементов генома. Когда после определённого числа делений теломеры исчезают совсем, клетка замирает в определённой стадии клеточного цикла или запускает программу апоптоза — открытого во второй половине XX века явления планового разрушения клетки, проявляющегося в уменьшении размера клетки и минимизации количества вещества, попадающего в межклеточное пространство после её разрушения.

## Принцип эксперимента
Принципиально эксперимент, проведённый Леонардом Хейфликом в сотрудничестве с Полом Мурхедом, был довольно простым: смешивали равные части нормальных мужских и женских фибробластов, различавшихся по количеству пройденных клеточных делений (мужские — 40 делений, женские — 10 делений) для того, чтобы фибробласты можно было отличить друг от друга в дальнейшем. Параллельно был поставлен контроль с мужскими 40-дневными фибробластами. Когда же контрольная несмешанная популяция мужских клеток перестала делиться, то смешанная опытная культура содержала только женские клетки, ведь все мужские клетки уже погибли. На основании этого Хейфлик сделал вывод, что нормальные клетки имеют ограниченную способность к делению в отличие от раковых клеток, которые бессмертны. Так было выдвинуто предположение, что так называемые «митотические часы» находятся внутри каждой клетки, на основании следующих наблюдений:
1. Нормальные фетальные фибробласты человека в культуре способны удваивать популяцию только ограниченное количество раз;
2. Клетки, которые подверглись криогенной обработке, «помнят», сколько раз они делились до заморозки.

## Биологический смысл явления
В настоящее время главенствует точка зрения, связывающая лимит Хейфлика с проявлением механизма подавления опухолеобразования, возникшего у многоклеточных организмов. Другими словами, опухолесупрессорные механизмы, такие как репликативное старение и апоптоз, бесспорно полезны в раннем онтогенезе и зрелости, но побочно являются причиной старения — ограничивают продолжительность жизни в результате накопления дисфункциональных стареющих клеток или избыточной гибели функциональных.